# Коротеев, Николай Александрович
Николай Александрович Коротеев (6 апреля 1921, д. Проханово, Вологодская губерния — 2008, Череповец) — Заслуженный строитель РСФСР, Почётный гражданин Череповца.

## Биография
Трудовую деятельность начал в колхозе «Путь Ленина» Красноармейского сельсовета Сокольского района.
В 1940 году был призван на действительную военную службу. Участник Великой Отечественной войны.
После демобилизации в 1949 году приехал в г. Череповец на стройку. Был бригадиром плотницкой бригады. Бригада Коротеева работала на монтаже крупнопанельных домов и достигла высоких производственных показателей — смонтировала 270 домов. Благодаря рационализации процесса производства (изменен проект технологии монтажа зданий) стала передовой строительной бригадой СССР.

## Награды
- орден Трудового Красного Знамени
- звание «Заслуженный строитель РСФСР»
- звание «Почётный гражданин города Череповца» (1968)[3] — за активное и многолетнее участие в жилищном строительстве и общественной жизни, в связи с Днём строителя.